# Istidina N-acetiltransferasi
La istidina N-acetiltransferasi è un enzima appartenente alla classe delle transferasi, che catalizza la seguente reazione:
acetil-CoA + L-istidina ⇄  CoA + N-acetil-L-istidina